# Катастрофа на Ліонському вокзалі

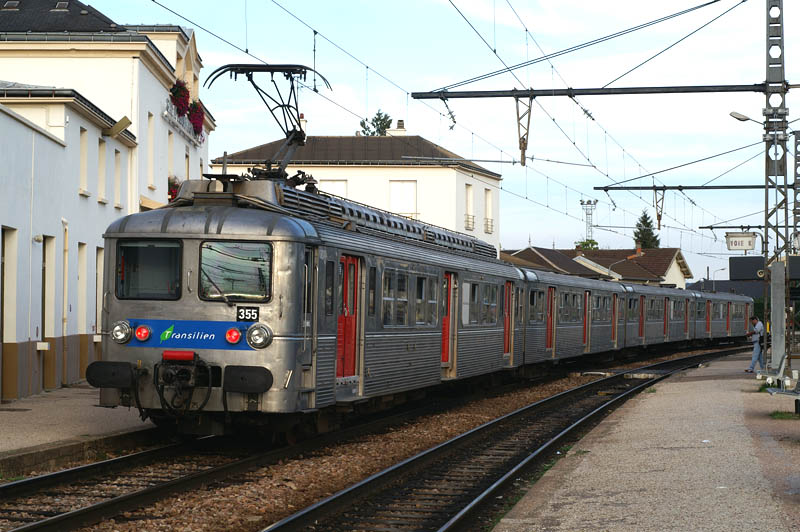
Електропотяг Z 5300, ідентичний двом електропотягам, що зіткнулися

Катастрофа на Ліонському вокзалі (Париж, Франція) — відбулася в годину пік 27 червня 1988, коли електропотяг Z 5300, що прямував з Мелену в Париж, на під'їзді до вокзалу не зумів загальмувати і, розігнавшись на ухилі, на великій швидкості врізався в переповнений інший Z 5300, який стояв біля платформи. Унаслідок катастрофи загинуло 56 осіб, 57 були поранені. Це найбільша залізнична катастрофа за всю історію компанії SNCF, починаючи з моменту її утворення у 1938 році. Однією з першопричин трагедії став самовільний зрив стоп-крану однією з пасажирок.

## Хронологія подій

### Попередні обставини

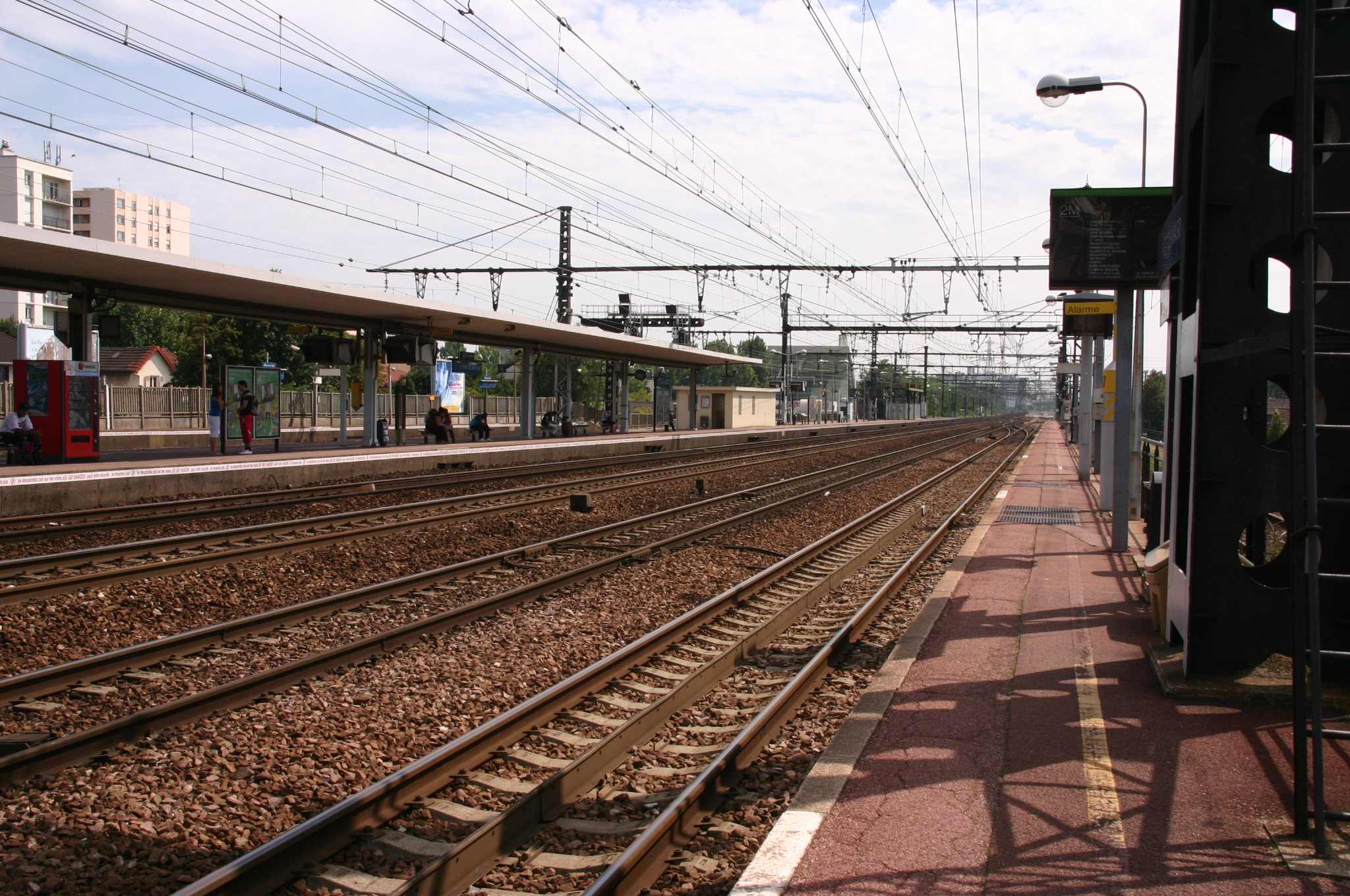
Станція Вер-де-Мезон

27 червня приміський електропотяг Z 5300 з 8 вагонів під керуванням машиніста Даніеля Салена прямував з Мелена в Париж. У 18:36, коли потяг за розкладом проїжджав залізничну станцію Вер-де-Мезон без зупинки, був зірваний стоп-кран в одному з вагонів. Це зробила Оділь Мірруар, молода жінка у другому вагоні, яка збиралася вийти на цій платформі, але не знала, що за літнім розкладом цей поїзд повинен був пройти платформу, не зупиняючись. Дія пасажирки призводить до спрацьовування екстрених гальм і зупинки поїзда. Жінка вискочила у відчинені двері й зникла раніше, ніж кондуктор встиг запитати її про причину зупинки.
Тим часом спрацьовування стоп-крана заблокувало гальма в загальмованому стані, а для зняття блокування необхідно повернути спеціальну невелике руків'я, яка знаходиться між першим та другим вагоном. У спробі дотягнутися до руків'я, машиніст спирається на ручку крана гальмівної магістралі і, сам того не помічаючи, повертає його. Після цього машиніст повертається в кабіну і дізнається, що гальма на семи вагонах з восьми ще заблоковані. Машиніст вирішує, що причиною цього є повітряна пробка, насправді ж він перекрив гальмівну магістраль між першим вагоном і рештою потяга (фактично відключивши гальма всіх вагонів, крім першого вагона), а система безпеки примусово заблокувала гальма на відключених вагонах. Не знаючи про це, машиніст за допомогою кондуктора Жана Бове вручну випускає повітря з гальмівних циліндрів на кожному вагоні, після чого повертається в кабіну, і поїзд о 19:02 вирушає від станції. До того часу запізнення вже становило 26 хвилин, тому в поспіху машиніст не помітив некоректне показання манометра гальмівної магістралі.
Зважаючи на велике відставання від графіка, диспетчер дає команду Салену проїхати станцію Мезон-Альфор без зупинки, тобто їхати одразу до кінцевої зупинки — Ліонського вокзалу.

### Зіткнення
Близько 19:06 машиніст пустив в дію гальма для зниження швидкості, оскільки на під'їзді до вокзалу обмеження становило 60 км/год. Тут він усвідомлює, що на потязі, що рухається зі швидкістю 96 км/год, майже не працюють гальма (гальмував лише головний вагон), при цьому до вокзалу залишається всього трохи більш як два кілометри. Тоді він дає доручення кондуктору знайти і включити ручне гальмо, яке розташоване в одному з вагонів. Варто відзначити, що електропотяг Z 5300 оснащений реостатним гальмом, яке могло би дати додатковий гальмівний ефект, особливо на високих швидкостях. Однак, якщо одночасно використовувати і пневматичні гальма, і електричні, то це може привести до блокування коліс, тому машиністи ними користуються вкрай рідко. Найбільш ймовірно, що і в такому випадку Даніель Сален вирішив не ризикувати, хоча і не виключено, що просто забув про них. Між 19:07 та 19:08 машиніст доповідає диспетчеру про те, що в його електропотязі несправні гальма, але при цьому забуває назвати самого себе, а також номер потяга.

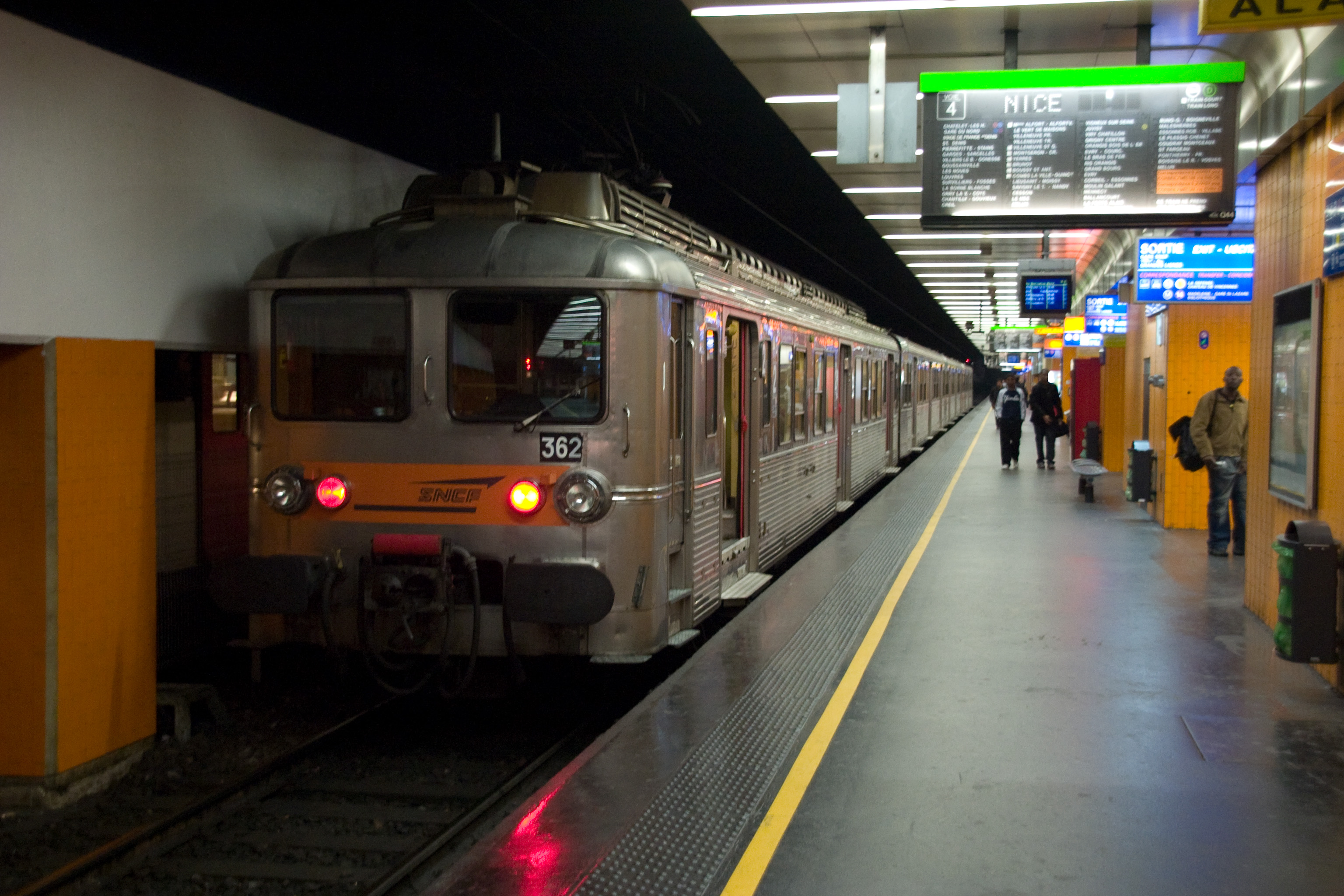
Електропотяг Z 5300 на підземній колії Ліонського вокзалу

Попри малий гальмівний ефект, швидкість потяга знизилась з 96 до 45 км/год, коли 300-тонний електропотяг досягає крутого спуску в 43 тисячних, який веде на підземні приміські платформи, і починає знову розганятися. У паніці машиніст повідомляє диспетчера про відмову гальм, але забуває назвати себе, тим самим позбавляючи працівників вокзалу можливості дізнатися, в якому саме потязі відмовили гальма. Потім він дає команду пасажирам перебратися у хвіст потягу і сам покидає кабіну. Однак перед цим він натискає кнопку тривоги на пульті, чим значно погіршує ситуацію: по раціях потягів починає надходити у вигляді писку «сигнал тривоги», який зобов'язує всіх машиністів, які почули його, зупинити потяг. На диспетчера валиться шквал дзвінків від машиністів різних поїздів, охочих з'ясувати причину сигналу, через що диспетчер не може зв'язатися з машиністами чотирьох потягів, що прибувають на вокзал, щоб з'ясувати, в якому саме сталася несправність. Крім цього, отримавши сигнал тривоги, працівники вокзалу згідно з інструкціями відключають системи приготування рейкових маршрутів, і, таким чином, маршрут для некерованого поїзда на порожній шлях так і не був підготовлений, і поїзд їхав на другу підземну колію вокзалу.
У цей час на 2-ій підземній колії стояв переповнений внаслідок години пік інший електропотяг Z 5300, який повинен був вирушити вже кілька хвилин тому. Його машиніст Андре Тангі намагається зв'язатися з диспетчером, але через шквал дзвінків від інших машиністів йому це так і не вдається. Своєю чергою, диспетчер не може попередити Тангі про небезпеку. У 19:08 кондуктор некерованого поїзда нарешті знаходить ручне гальмо, але час вже втрачено. Приблизно тоді ж машиніст потяга, що стоїть біля платформи, бачить електропотяг, який з'явився з темряви тунелю і мчить прямо на нього. Тангі схопив мікрофон і по внутрішньому зв'язку наказав пасажирам негайно покинути вагони. Через 15 секунд головний вагон некерованого Z 5300 на швидкості 70 км/год врізається в головний вагон потяга, що стоїть, і розпорює його другий вагон.
Усього загинуло 56 осіб і 57 були поранені. Всі вони перебували в нерухомому потязі або зовсім поруч. Ті, хто знаходився в некерованому потязі, отримали лише невеличкі подряпини, оскільки знаходилися в останніх вагонах. Серед загиблих був і машиніст Андре Тангі, який, попри небезпеку, не покинув кабіну і до останнього говорив пасажирам, щоб вони покидали вагони. Пізніше слідчі визнали, що Андре ціною свого життя врятував життя кількох десятків пасажирів.

## Медіа
Катастрофу було показано в другому сезоні документального серіалу Секунди до катастрофи в епізоді Залізнична катастрофа в Парижі [Архівовано 27 вересня 2016 у Wayback Machine.](рос.).